# 2862 Vavilov
2862 Vavilov è un asteroide della fascia principale. Scoperto nel 1977, presenta un'orbita caratterizzata da un semiasse maggiore pari a 2,2011021 UA e da un'eccentricità di 0,1152862, inclinata di 3,48100° rispetto all'eclittica.